# Eric Ericson
Eric Gustaf Ericson (Borås, Suècia, 26 d'octubre de 1918 – Estocolm, Suècia, 16 de febrer de 2013) fou un director de cor suec i professor de direcció coral reconegut internacionalent.

## Biografia i trajectòria professional
Va estudiar a la Reial Acadèmia de Música d'Estocolm (en suec Kungliga Musikhögskolan i Stockholm), on es va graduar el 1943, i va ampliar els estudis a Suïssa, (a la Schola Cantorum Basiliensis), a Alemanya, al Regne Unit i als Estats Units.
Reconegut pels seus innovadors mètodes d'ensenyament i pel seu extens repertori, Ericson fou el director principal del cor Orphei Drängar, a la Universitat d'Uppsala des de 1951 fins al 1991, i director del Cor de la Ràdio Sueca (Sveriges Radio) fins al 1982, cor que ell mateix fa formar el 1951. També l'any 1951 va començar la seva tasca docent a la Reial Acadèmia de Música d'Estocolm, on es va convertir en un una figura llegendària, i fou nomenat catedràtic de direcció coral el 1968.
El 1995 fou guardonat amb el Nordic Council Music Prize, i el 1997 va compartir el Polar Music Prize amb Bruce Springsteen; la menció fou per ésser "pioner en els èxits com a director, professor, creador artístic i inspirador de la música coral sueca i internacional". Amb motiu del seu 80è aniversari, el 1988, l'entitat bancària Swedbank de Suècia va patrocinar la "Càtedra Eric Ericson de direcció coral" a la Universitat d'Uppsala.
Va crear el Cor de Cambra Eric Ericson, i va treballar com a director convidat de nombroses formacions i cors, entre altres la Drottningholm Baroque Ensemble (Passions de Bach), Netherlands Chamber Choir (Poulenc), Chœur de chambre Accentus i Paris (obres finlandeses).
La direcció de La flauta màgica a la pel·lícula de 1975 de Bergman fou valorada com a "impressionant" en el seu "equilibri entre lleugeresa i solemnitat", i la crítica va fer notar que Ericson era un "Mozartià a tenir en compte".

## Premis i reconeixements
- Léonie Sonning Music Prize (1991; Dinamarca)
- Nordic Council Music Prize (1995, Dinamarca, Islàndia, Noruega Suècia i Finlàndia)
- Polar Music Prize (1997, Suècia)

## Enregistraments destacats
- Obres de Ingvar Lidholm, Sven-David Sandström, Tomas Jennefelt, Jorgen Jersild - Eric Ericson Chamber Choir, Caprice CAP21461 2002